# Hameln (stacja kolejowa)
Hameln – stacja kolejowa w Hameln, w kraju związkowym Dolna Saksonia, w Niemczech. Jest dworcem klinowym, czyli rozwidlającym się w dwóch kierunkach. Znajduje się na linii Hanower-Altenbeken i Elze-Löhne. Według klasyfikacji Deutsche Bahn posiada 3 kategorię.
Stacja posiada 4 perony i 6 krawędzi peronowych. Od 2002 do 2006 były one odnowione przez miasto Hameln, które jest w ich posiadaniu. Znajduje się tu recepcja budynku, kiosk, piekarnia, pub. DB oferuje sprzedaż biletów i dyskotekę. Na stacji znajduje się plac z dworcem autobusowym, który koncentruje wszystkie autobusy miejskie i regionalne w regionie.